# Wilson (Arkansas)
Wilson es una ciudad ubicada en el condado de Misisipi en el estado estadounidense de Arkansas. En el Censo de 2010 tenía una población de 903 habitantes y una densidad poblacional de 324,02 personas por km².

## Geografía
Wilson se encuentra ubicada en las coordenadas 35°33′59″N 90°2′31″O / 35.56639, -90.04194. Según la Oficina del Censo de los Estados Unidos, Wilson tiene una superficie total de 2.79 km², de la cual 2.77 km² corresponden a tierra firme y (0.56%) 0.02 km² es agua.

## Demografía
Según el censo de 2010, había 903 personas residiendo en Wilson. La densidad de población era de 324,02 hab./km². De los 903 habitantes, Wilson estaba compuesto por el 75.3% blancos, el 21.71% eran afroamericanos, el 0.33% eran amerindios, el 0.66% eran asiáticos, el 0% eran isleños del Pacífico, el 0.44% eran de otras razas y el 1.55% pertenecían a dos o más razas. Del total de la población el 1% eran hispanos o latinos de cualquier raza.